# 얀센 코로나19 백신
얀센 코로나19 백신 또는 존슨앤존슨 코로나19 백신은 미국의 다국적 기업 존슨앤드존슨의 계열사인 벨기에 얀센제약과 네덜란드의 얀센백신에서 개발한 코로나19 백신이다. Ad26.COV2-S, JNJ-78436735 등으로도 부른다. 대한민국에서는 다른 백신과의 구별을 위해 해당 백신을 파란색으로 구별한다.

## 특징
이 백신의 특징은 2회 접종해야 하는 다른 코로나19 백신과 다르게 이 백신은 1회만 접종해도 항체가 형성되는 특징이 있다.

## 역사
2020년 12월 2일, 미국 투자회사 번스타인은 글로벌 백신 업체들이 오는 2021년에만 42조원이 넘는 매출을 올릴 것이라고 전망했다. 특히 다국적제약사 화이자와 독일 바이오엔테크가 공동 개발한 코로나19 백신 BNT162b2이 전체 3분의 1이 넘는 15조원가량의 매출을 올릴 것으로 보았다. 5위는 다국적제약사 존슨앤드존슨 'JNJ-78436735' 백신으로, 30억달러(약 3조2952억원) 규모 매출이 예상됐다.
2020년 12월 23일, 한국 정부는 화이자 백신 1000만명분, 얀센 백신 600만명분에 대한 계약을 체결했다. 또 모더나와는 1000만명분에 대해 2021년 1월 중 계약 체결을 목표로 하고 있다. 얀센 백신은 당초 400만명분 계획보다 200만명분을 더 계약했다. 대한민국의 코로나19 백신 개발 참조.
폴 스토펠스 존슨앤드존슨-얀센 수석 연구원은 "우리는 예상보다 더 빨리 결과를 얻을 수 있지만 안전과 효율성을 위해 내년 1월 중 결과 도출을 목표로 하고 있다"고 말했다. 이 회사는 당초 내년 2월까지 3상 임상시험 초기 결과를 공개할 것으로 예상한 바 있다. 1개월 앞당기겠다는 것이다.
얀센 백신은 다른 경쟁사 백신들과는 달리 1회 접종만으로 예방효과를 유도하고 냉장 보관이 가능해 유통과 보관이 용이한 게 장점이다.
아스트라제네카, 화이자 등이 임상 3상을 2020년 7월 시작했지만 얀센은 두 달 뒤인 9월부터 들어갔다. 얀센은 미국에서 2021년 초쯤 가장 먼저 긴급사용승인이 나올 전망이다.
2021년 1월 29일, 얀센은 이 백신이 평균 66.9%의 예방효과를 보였다고 밝혔다.

## 성분
얀센의 백신은 아스트라제네카와 동일한 방식인 '바이러스벡터' 백신을 개발하고 있다. 흔한 감기 바이러스인 아데노바이러스를 운반체로 이용하며, 1회만 접종하면 된다. 침팬지의 아데노바이러스인 ChAdOx1을 사용하는 아스트라제네카와는 달리 아데노바이러스26(Ad26)을 사용한다. 아데노바이러스 혈청형26(Ad26) 벡터에 SARS-CoV-2 바이러스의 S 단백질을 전달한 형태다.

## 2차 접종
이 백신은 1차만 맞아도 항체가 형성되지만 2차까지 맞으면 예방효과가 더 올라간다. 1차만 맞았을때는 66.9% 이지만 2차까지 맞으면 무려 94%의 효과를 나타내며 이는 모더나 코로나19 백신보다 0.1% 낮은 수준이다.